# Crise d'abdication d'Édouard VIII

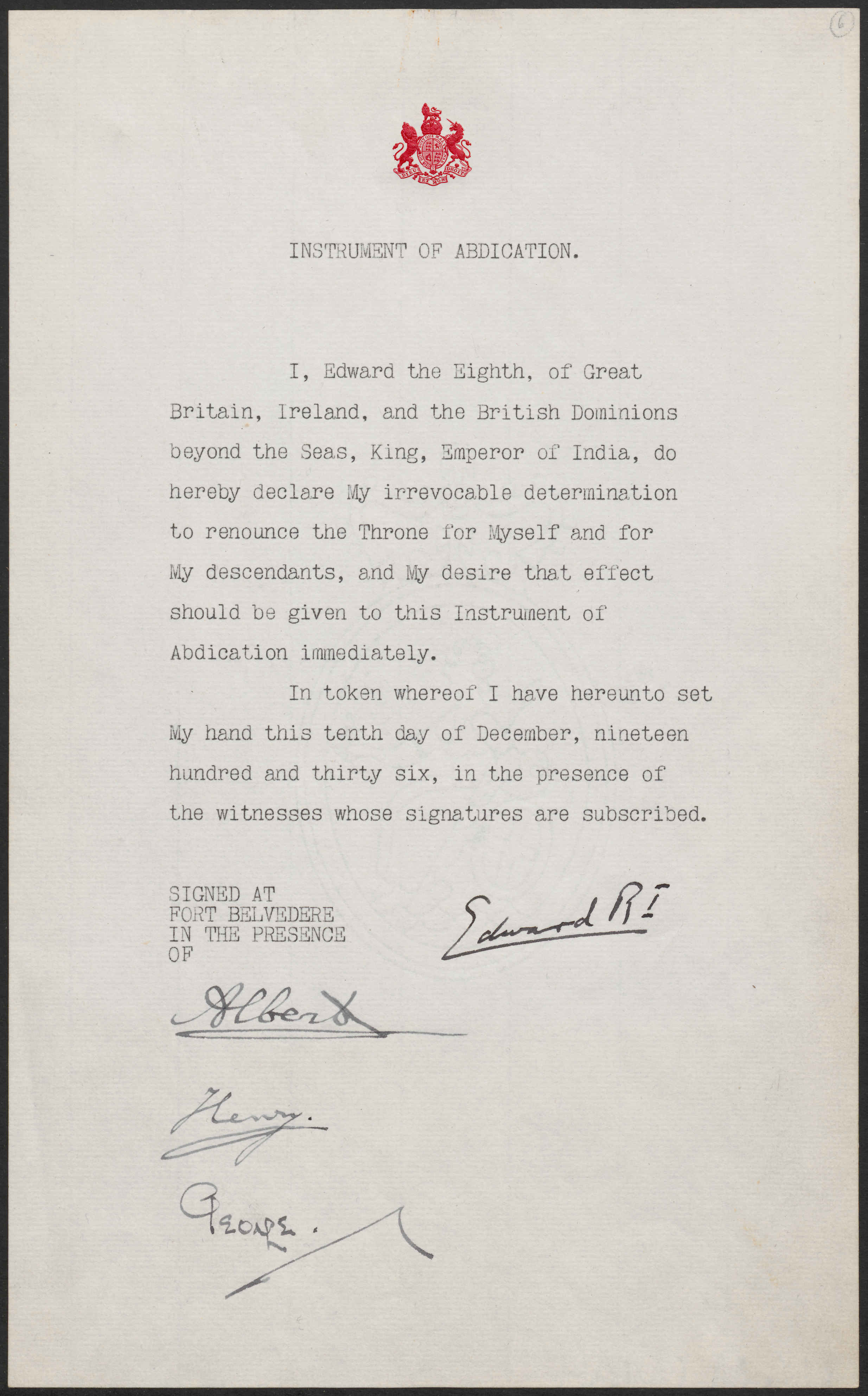
Le document officiel de l'abdication

La crise d'abdication d'Édouard VIII est une période de crise survenue en 1936 au Royaume-Uni et dans l'Empire britannique, quand Édouard VIII, roi du Royaume-Uni et des dominions britanniques et empereur des Indes, décida d'abdiquer en faveur de son frère George VI afin de pouvoir se marier avec Wallis Simpson, une roturière américaine, qui était en instance de divorce (de son second mariage).
Ce mariage fut rejeté par les gouvernements du Royaume-Uni et des dominions autonomes du Commonwealth of Nations. Des objections religieuses, juridiques, politiques et morales furent soulevées. En tant que monarque britannique, Édouard était le chef nominal de l'Église d'Angleterre qui ne permettait pas aux personnes divorcées de se remarier si leurs ex-conjoints étaient encore en vie. Ainsi, il fut largement admis qu'Édouard ne pouvait rester sur le trône et épouser Wallis Simpson, qui était perçue comme une personne politiquement et socialement inappropriée pour occuper le rôle d'épouse, en raison de l'échec de ses deux précédents mariages. Les membres de l'establishment étaient nombreux à considérer qu'elle était attirée par l'argent ou par le statut plutôt que par l'amour du roi. Malgré l'opposition, Édouard déclara qu'il aimait Simpson et avait l'intention de l'épouser avec ou sans l'accord de ses gouvernements.
La réticence répandue à accepter Simpson comme épouse du roi, et le refus d'Édouard de l'abandonner, conduisirent à son abdication le 11 décembre 1936. Il est le seul monarque britannique à avoir volontairement renoncé au trône depuis la période anglo-saxonne. Ce fut son frère Albert, qui prit le nom de règne de George VI, qui lui succéda. Après avoir abdiqué, Édouard reçut le titre de Son Altesse Royale le duc de Windsor et épousa Wallis Simpson le 3 juin 1937. Ils restèrent mariés jusqu'à la mort d'Édouard en 1972, 35 ans plus tard.

## Contexte
Dans les années 1920 et 1930, au lieu d’épouser une princesse européenne ou une aristocrate britannique comme le veut la coutume, Édouard a des aventures avec des femmes mariées, comme Freda Dudley Ward, Thelma Furness et, à partir de 1934, Wallis Simpson, une Américaine deux fois divorcée. En vue de l’éloigner de ces relations inconvenantes, ses parents lui font faire des visites royales à l’étranger.

## Édouard et Wallis Simpson

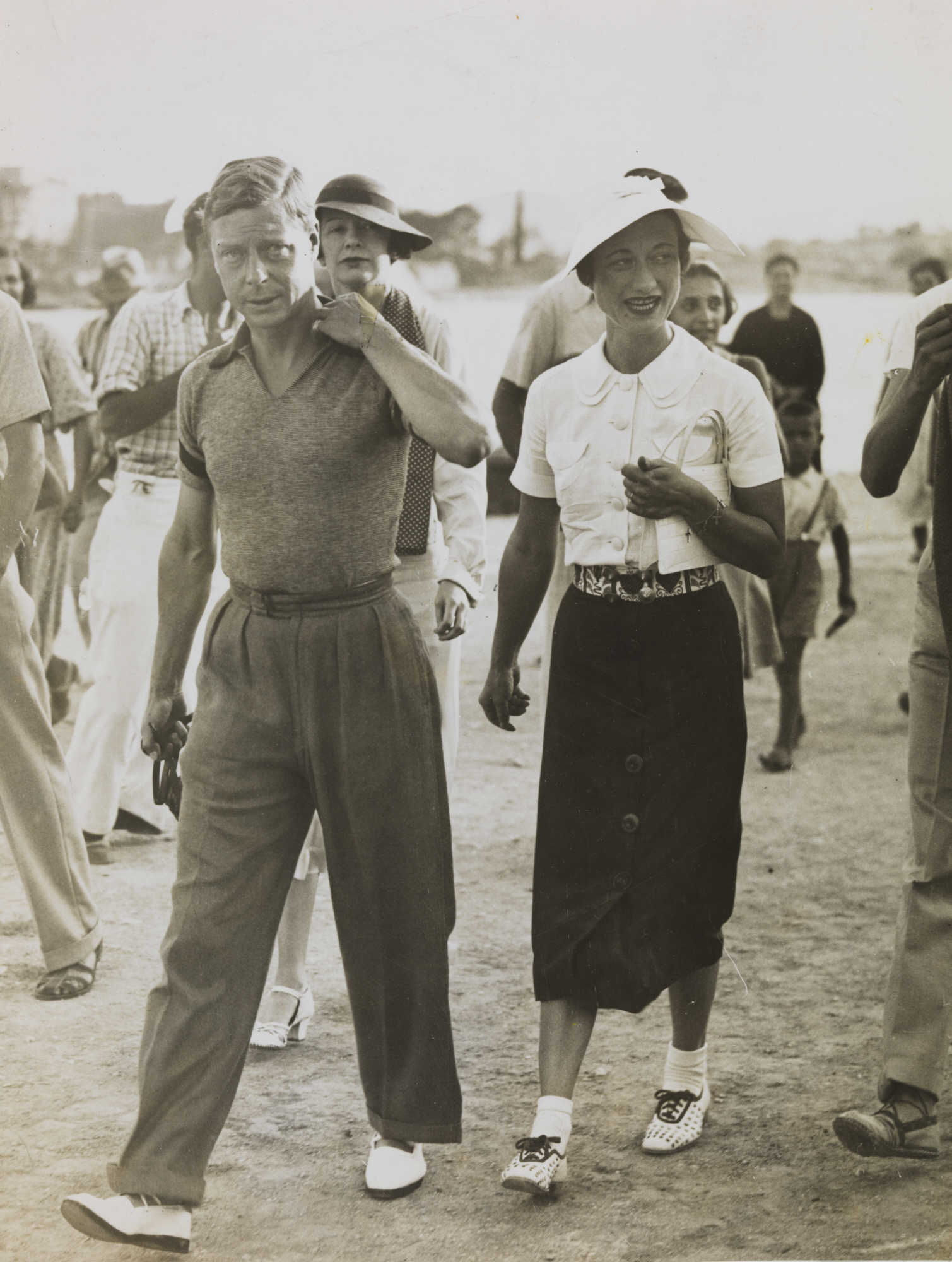
Édouard VIII et Wallis Simpson en Méditerranée, 1936.

Édouard VIII succéda à son père, George V, en tant que roi-empereur (en) de l'Empire britannique, le 20 janvier 1936. Il était alors célibataire, mais pendant les quelques années qui précédèrent, il était souvent accompagné lors d'événements sociaux privés par Wallis Simpson, l'épouse américaine du directeur du transport maritime britannique Ernest Aldrich Simpson (en). Ernest Simpson était le second mari de Wallis; son premier mariage avec le pilote de la US Navy, Win Spencer (en), avait fini par un divorce en 1927. Au cours de l'année 1936, Wallis Simpson assista à des fonctions plus officielles en tant qu'invitée du roi et, bien que son nom apparût régulièrement dans la circulaire de la cour (en), celui de son mari en était absent. L'été de cette même année, le roi évita le long séjour traditionnel à Balmoral, optant plutôt pour des vacances avec Simpson en Méditerranée orientale à bord du yacht à vapeur Nahlin (en). La croisière fut largement couverte par la presse continentale européenne et américaine, mais la presse britannique maintint un silence volontaire sur le voyage du roi. Par contre, les Canadiens et les Britanniques expatriés avaient accès aux journaux étrangers, et furent en général scandalisés par cette couverture.
En octobre, il se disait dans la haute société et à l'étranger qu'Édouard avait l'intention d'épouser Simpson dès qu'elle serait libre. À la fin de ce mois, la crise atteignit son paroxysme lorsqu'elle demanda le divorce et que la presse américaine annonce que son mariage avec le roi était imminent. Le 13 novembre, le secrétaire particulier du roi, Alec Hardinge, lui écrivit l'avertissement suivant : « Le silence dans la presse britannique concernant l'amitié qu'entretient Votre Majesté avec Mme Simpson ne va pas être maintenu... à en juger les lettres des sujets britanniques vivant à l'étranger où la presse n'a pas mâché ses mots, l'effet sera désastreux. » Les ministres britanniques plus anciens savaient que Hardinge avait écrit au roi et l'avait peut-être aidé à rédiger la lettre.
Le lundi suivant, le 16 novembre, le roi invita le Premier ministre britannique Stanley Baldwin au palais de Buckingham et l'informa qu'il avait l'intention d'épouser Simpson. Baldwin répondit au roi qu'un tel mariage ne serait pas acceptable pour le peuple, déclarant : « ... La Reine devient la Reine du pays. Par conséquent, lorsqu'il s'agit de choisir une Reine, la voix du peuple doit être entendue. » Le point de vue de Baldwin était partagé par le haut commissaire australien à Londres, Stanley Bruce, un ancien Premier ministre australien. Le jour même où Hardinge écrivit au roi, Bruce rencontra Hardinge et écrivit alors à Baldwin exprimant un sentiment d'horreur à l'idée d'un mariage entre le roi et Simpson. Le gouverneur général du Canada, Lord Tweedsmuir, témoigna au palais de Buckingham ainsi qu'à Baldwin de la profonde affection que les Canadiens avaient pour le roi, mais mentionna également que l'opinion publique canadienne serait outrée si Édouard épousait une femme divorcée.
La presse britannique resta néanmoins silencieuse sur le sujet, jusqu'à ce qu'Alfred Blunt (en), évêque de Bradford (en), prononçât un discours lors de sa Conférence Diocésaine le 1er décembre. Dans ce discours, il faisait allusion à la nécessité pour le roi de recevoir la grâce divine, il disait : « Nous espérons qu'il est conscient de ce dont il a besoin. Certains d'entre nous souhaitent qu'il donne des signes plus positifs de sa prise de conscience. » La presse prit cela comme le premier commentaire prononcé par une personne notable sur la crise et en fit sa première page le lendemain. Lorsque plus tard, il fut interrogé sur ce sujet, l'évêque affirma cependant qu'il n'avait pas entendu parler de Mme Simpson au moment où il avait rédigé son discours.
Sur les conseils de l'entourage d'Édouard, Simpson quitta la Grande-Bretagne pour le sud de la France, le 3 décembre, pour échapper à l'acharnement des médias. Elle et le roi furent tous deux dévastés par cette séparation. Lors de leur adieu larmoyant, le roi lui dit : « Je ne vous abandonnerai jamais. »
Le 6 décembre, le psychologue sexuel Bernard Armitage (en) écrivit de manière confidentielle à Baldwin au sujet de la relation existante entre Édouard et Simpson. Son diagnostic était que, lorsqu'il était jeune homme, Édouard avait souffert d'inadaptation sociale et sexuelle. Il terminait en disant que « La scène était prête pour un désastre. »

## Opposition
L'opposition au roi et à son mariage avait différentes origines et motivations.

### Sociétale
La volonté d'Édouard de moderniser la monarchie et de la rendre plus accessible, bien qu'appréciée par de nombreuses personnes, inquiétait l'establishment britannique. Édouard contrariait l'aristocratie, traitant leurs traditions et leurs cérémonies avec dédain, et beaucoup s'offusquaient de son abandon des normes sociales et des mœurs établies.

### Religieuse
Édouard fut le premier monarque britannique à vouloir épouser une femme divorcée ou voulant se marier après un divorce. Au XVIe siècle, comme le pape refuse l'annulation de son mariage avec Catherine d'Aragon, le roi Henri VIII fait sécession, sépare de Rome l'Église d'Angleterre, créant ainsi le schisme anglican et la Réforme anglaise, mais il ne divorce jamais ; ses mariages sont annulés par l'Église nouvellement créée. En 1936, l'Église d'Angleterre ne permettait pas aux personnes divorcées de se remarier à l'église lorsque l'ex-conjoint était encore vivant. Selon Cosmo Lang, archevêque de Cantorbéry, le monarque était tenu d'être en communion avec l'Église d'Angleterre dont il était le chef nominal. Si Édouard épousait Wallis Simpson, une femme divorcée ayant deux ex-maris vivants, il serait en conflit avec son rôle ex officio de gouverneur suprême de l'Église d'Angleterre. Lang craignait les dissidences et l'affaiblissement de la monarchie britannique.
Dans un discours radiodifffusé, Lang décrit « une soif de bonheur personnel » que le roi a cherché à satisfaire « d'une façon incompatible avec le principe du mariage chrétien ». Cette allocution suscite de nombreuses critiques pour son manque de charité. Selon Compton Mackenzie, elle a « porté un coup désastreux au sentiment religieux dans tout le pays » (dealt a disastrous blow to religious feeling throughout the country).

### Légale
Le premier divorce de Wallis (prononcé aux États-Unis en raison d'« incompatibilité émotionnelle ») n'était pas reconnu par l'Église d'Angleterre et, en cas de contestation devant les tribunaux anglais, aurait pu ne pas être reconnu par la législation anglaise. À cette époque, l'Église et la législation anglaise considéraient l'adultère comme le seul motif de divorce. Par conséquent, en vertu de cet argument, son deuxième et son troisième mariages auraient été bigames et nuls.

### Morale
Les ministres du roi (tout comme sa famille) jugeaient les antécédents ainsi que le comportement de Wallis Simpson inacceptables pour une reine. Des rumeurs et des insinuations à son sujet circulaient dans la société. La mère du roi, la reine douairière Mary, eut même pour information que Simpson aurait exercé une sorte de contrôle sexuel sur Édouard, l'ayant libéré d'un quelconque dysfonctionnement sexuel par des pratiques apprises dans un bordel chinois. Ce point de vue était en partie partagé par le Dr Alan Campbell Don (en), aumônier de l'archevêque de Cantorbéry, qui écrivit qu'il soupçonnait le roi d'« être sexuellement anormal, ce qui peut expliquer l'emprise que Mme S. a sur lui ». Même le biographe officiel d'Édouard VIII, Philip Ziegler, nota que : « Il doit y avoir une sorte de relation sado-masochiste ... [Édouard] savourait le mépris et les brimades qu'elle lui faisait subir ».
Des détectives appartenant à la police poursuivant Simpson rapportèrent que, pendant qu'elle était avec Édouard, elle avait également une autre relation sexuelle avec un mécanicien automobile et vendeur marié du nom de Guy Trundle. Cette information a peut-être bien été transmise à de hauts responsables de l'Establishment, y compris aux membres de la famille royale. Un troisième amant a également été évoqué, le duc de Leinster. Joseph Kennedy, ambassadeur américain, la qualifia de « putain », et son épouse, Rose, refusa de dîner avec elle. Cependant, Édouard soit n'était pas au courant de ces allégations, soit avait choisi de les ignorer.
Wallis était perçue comme poursuivant Édouard pour son argent ; son écuyer écrivit qu'elle finirait par le quitter, « après avoir obtenu de l'argent ». Le futur premier ministre Neville Chamberlain nota dans son journal qu'il s'agissait d'« une femme sans aucun scrupule qui n'est pas amoureuse du roi, mais qui l'exploite à des fins personnelles. Elle l'a déjà ruiné en argent et en bijoux... ».

### Politique

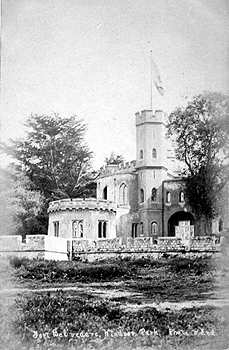
Fort Belvedere, Surrey, résidence d'Édouard dans le Windsor Great Park.

Lorsqu'Édouard visita des villages miniers qui subissaient la Grande Dépression dans le pays de Galles, le commentaire qu'il fit, « quelque chose doit être fait », conduisit à des inquiétudes parmi les élus qui craignaient qu'il se mêlât des affaires politiques, traditionnellement évitées par les monarques constitutionnels. Ramsay MacDonald, Lord Président du Conseil, écrivit à propos des commentaires du roi : « Ces escapades devraient être limitées. Il s'agit d'incursions dans le domaine de la politique et elles devraient être surveillées par la Constitution. » En tant que prince de Galles, Édouard s'était publiquement référé aux politiciens de gauche en les traitant d'"excentriques" et faisait des discours à l'encontre de la politique du gouvernement. Pendant son règne, le refus du roi d'accepter les conseils de ses ministres se poursuivit : il s'opposa à l'imposition de sanctions à l'Italie après son invasion de l'Éthiopie, refusa de recevoir l'empereur d'Éthiopie déchu, et ne voulut pas soutenir la Société des Nations.
Les commentaires d'Édouard l'avaient certes rendu populaire dans le pays de Galles, il devint en revanche extrêmement impopulaire auprès du public en Écosse à la suite de son refus d'inaugurer une nouvelle aile à l'Aberdeen Royal Infirmary (en), affirmant qu'il ne pouvait le faire car il était en deuil de son père. Au lendemain de l'inauguration, il apparaissait dans les journaux, s'ébattant en vacances : il avait refusé l'événement public et avait préféré retrouver Simpson.
Les membres du gouvernement britannique furent aussi consternés par le projet de mariage après avoir été informés que Wallis Simpson était un agent de l'Allemagne nazie. Le ministère des Affaires étrangères obtint des dépêches divulguées, en provenance de l'ambassadeur du Troisième Reich au Royaume-Uni, Joachim von Ribbentrop, révélant la forte opinion de ce dernier que l'opposition au mariage était motivée par le désir « de vaincre ces forces germanophiles qui opéraient à travers Mme Simpson ».
Selon des rumeurs, Simpson avait accès à des documents confidentiels du gouvernement qui étaient envoyés à Édouard et qu'il laissait notoirement sans surveillance dans sa résidence de Fort Belvedere. Alors qu'Édouard abdiquait, les agents de protection personnelle de Simpson qui était en exil en France, envoyèrent des rapports à Downing Street suggérant qu'elle pourrait « partir en douce en Allemagne ».
Des fichiers appartenant au Federal Bureau of Investigation, écrits après l'abdication, révèlent une autre série d'allégations. La plus dommageable prétend que, en 1936, alors qu'elle avait une liaison avec le roi, Simpson entretenait simultanément une liaison avec l'ambassadeur Ribbentrop. La source du Bureau (le duc Carl Alexander de Wurtemberg, membre mineur de la famille royale allemande vivant comme un moine aux États-Unis), affirma que Simpson et Ribbentrop avaient une relation, et que Ribbentrop lui envoyait 17 œillets tous les jours, un pour chaque occasion où ils avaient couché ensemble. Les allégations du FBI étaient symptomatiques des ragots extrêmement dommageables circulant sur la femme qu'Édouard avait l'intention de faire reine.

### Nationaliste
Les relations entre le Royaume-Uni et les États-Unis étaient tendues dans la période de l'entre-deux-guerres et la majorité des Britanniques étaient peu enclins à accepter une américaine comme reine consort. À cette époque, certains membres de la classe supérieure britannique méprisaient les Américains et les considéraient comme socialement inférieurs. En revanche, la population américaine était clairement en faveur du mariage, comme l'était une grande partie de la presse américaine.

## Options envisagées

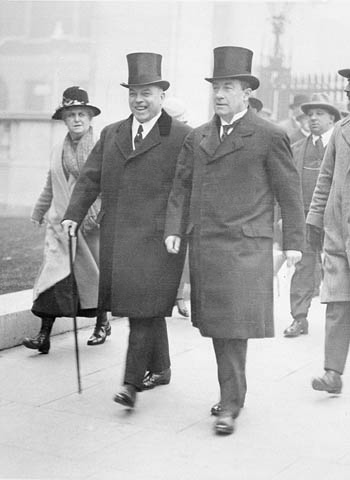
Premier ministre canadien William Lyon Mackenzie King (à gauche) et son homologue britannique Stanley Baldwin (à droite), 1926.

À la suite de ces rumeurs et de ces controverses, l'establishment britannique devint de plus en plus convaincu que Wallis Simpson ne pouvait devenir l'épouse d'un roi. Le Premier ministre canadien William Lyon Mackenzie King dit à Édouard de faire « ce qu'il croyait au plus profond de son cœur être juste », et le gouvernement du Canada en appela au roi afin que ce dernier fît passer son devoir avant ses sentiments pour Wallis Simpson. Le Premier ministre britannique Stanley Baldwin informa explicitement Édouard que l'opinion publique serait opposée à son mariage avec Wallis Simpson, lui indiquant que si tel était le cas, en violation directe de l'avis de ses ministres, le gouvernement démissionnerait en bloc. Le roi répondit, selon ce qu'il rapporta plus tard : « J'ai l'intention d'épouser Mme Simpson dès qu'elle sera libre pour se marier... si le gouvernement s'opposait au mariage, comme le Premier ministre me l'a laissé entendre, alors je m'en irais. » Sous la pression du roi, et « surpris » par l'abdication suggérée, Baldwin décida de faire de nouveaux sondages sur trois options :
1. Édouard et Simpson se marient et elle devient reine (un mariage royal) ;
2. Édouard et Simpson se marient, mais elle ne devient pas reine, recevant à la place un titre de courtoisie (en) quelconque (un mariage morganatique) ;
3. Abdication d'Édouard et des héritiers potentiels qu'il pourrait engendrer, lui permettant de prendre toutes les décisions conjugales sans autres implications constitutionnelles.
La deuxième option avait des précédents européens, dont le propre grand-père d'Édouard, le duc Alexandre de Wurtemberg, mais aucun parallèle dans l'histoire constitutionnelle britannique. Les premiers ministres des cinq dominions – Canada, Australie, Nouvelle-Zélande, Afrique du Sud et État libre d’Irlande – furent consultés, et la majorité décida qu'il n'y avait « pas d'alternative à l'option (3) ». Mackenzie King, Joseph Lyons (Premier ministre d'Australie), et JBM Hertzog (Premier ministre d'Afrique du Sud) s'opposèrent aux options 1 et 2. Michael Joseph Savage (Premier ministre de Nouvelle-Zélande) rejeta la première et pensait que la deuxième « pourrait être possible... si une solution apparaissant dans ces lignes était considérée comme faisable », mais elle « serait guidée par la décision du gouvernement d'accueil ». Lors de communications avec le gouvernement britannique, Éamon de Valera, (président du Conseil exécutif de l'État libre d'Irlande), fit remarquer que, en tant que pays catholique, l'État libre d'Irlande ne reconnaît pas le divorce. Il pensait que si les Britanniques refusaient d'accepter Wallis Simpson, alors l'abdication était la seule solution possible. Le 24 novembre, Baldwin consulta les trois leaders politiques de l'opposition en Grande-Bretagne : le chef de l'opposition Clement Attlee, le chef du Parti libéral Sir Archibald Sinclair, et Winston Churchill. Sinclair et Attlee s'accordèrent pour dire que les options 1 et 2 étaient inacceptables et Churchill s'engagea à soutenir le gouvernement.
La position de Churchill n'influença cependant point le gouvernement. En juillet, il avait conseillé l'avocat du roi, Walter Monckton, contre le divorce, mais son avis fut ignoré. Dès que la liaison fut rendue publique, Churchill se mit à faire pression sur Baldwin et sur le roi pour retarder toute décision jusqu'à ce que le parlement et la population fussent consultés. Dans une lettre privée adressée à Geoffrey Dawson, éditeur du journal The Times, Churchill suggéra qu'un délai serait bénéfique, car, avec le temps, le roi pourrait se brouiller avec Simpson. Baldwin rejeta la demande de délai, sans doute parce qu'il préférait résoudre la crise rapidement. Les partisans du roi prétextaient une conspiration entre Baldwin, Geoffrey Dawson, et Cosmo Lang, alors archevêque de Cantorbéry. Le médecin royal Bertrand Dawson (en) était peut-être impliqué dans un plan dont le but était de forcer le premier ministre à prendre sa retraite pour raison cardiaque, mais il finit par accepter, sur le témoignage d'un électrocardiographe, que le cœur de Baldwin était en bonne santé.
Le soutien politique en faveur du roi était épars et comprenait des hommes politiques en dehors des partis traditionnels comme Churchill, Oswald Mosley, et des communistes. David Lloyd George soutenait également le roi, même s'il n'aimait pas Simpson. Il ne fut cependant pas en mesure de jouer un rôle actif dans la crise car il était en vacances en Jamaïque avec sa maîtresse. Début décembre, des rumeurs circulaient selon lesquelles les partisans du roi se réuniraient lors d'une « King's Party » (parti du roi), menée par Churchill. Cependant, il n'y eut aucun effort concerté pour former un mouvement organisé et Churchill n'avait pas l'intention d'être à la tête de l'un d'entre eux. Néanmoins, les rumeurs endommagèrent sérieusement le roi et Churchill, les membres du Parlement étant horrifiés à l'idée de l'ingérence du roi dans la politique.
Les lettres et les journaux intimes de la classe ouvrière et des ex-militaires montrent généralement un soutien pour le roi, tandis que les classes moyennes et supérieures ont tendance à exprimer de l'indignation et du dégoût. The Times, le Morning Post, le Daily Herald, et des journaux appartenant à Lord Kemsley, tel que The Daily Telegraph, étaient opposés au mariage. En revanche, les journaux Daily Express et Daily Mail, dont les propriétaires étaient respectivement Lord Beaverbrook et Lord Rothermere, semblaient être en faveur d'un mariage morganatique. Le roi estima que les journaux pour avaient un tirage de 12,5 millions d'exemplaires, et les contre de 8,5 millions.
Soutenu par Churchill et Beaverbrook, Édouard proposa de diffuser un discours indiquant son désir de rester sur le trône ou d'y être rappelé s'il était obligé d'abdiquer en épousant Simpson morganatiquement. Dans un passage, Édouard soumet une proposition :
« Ni Mme Simpson ni moi n'avons jamais cherché à insister pour qu'elle devienne reine. Tout ce que nous voulions, c'était que notre bonheur conjugal soit associé à un véritable titre et à une haute fonction, digne de ma femme. Maintenant que j'ai enfin pu vous faire part de ces confidences, je pense qu'il est préférable de m'en aller pendant un certain temps, afin que vous puissiez réfléchir calmement et tranquillement, mais sans délai injustifié, sur ce que j'ai dit. »
Baldwin bloqua le discours, mentionnant qu'il choquerait de nombreuses personnes et constituerait également une grave violation des principes constitutionnels. Selon la convention moderne, le souverain ne pouvait agir que sur l'avis et les conseils des ministres, approuvés par les différents parlements du roi. En cherchant le soutien du peuple contre le gouvernement, Édouard choisissait de s'opposer à l'avis contraignant de ses ministres pour agir comme un particulier. Les ministres britanniques d'Édouard estimèrent que, en proposant son discours, Édouard avait révélé son mépris des conventions constitutionnelles et menaçait la neutralité politique de la Couronne.
Des documents appartenant au Bureau du Cabinet publiés en 2013 montrent que le 5 décembre 1936 ou avant, le ministre de l'Intérieur, Sir John Simon, avait ordonné de mettre sur écoute les téléphones d'Édouard, exigeant du General Post Office (qui contrôlait les services téléphoniques britanniques) d'intercepter les « communications téléphoniques entre Fort Belvedere et le palais de Buckingham d'une part et le continent européen d'autre part. »
Le 5 décembre, ayant en effet été informé qu'il ne pouvait garder le trône et épouser Simpson, et voyant sa demande de présenter « sa version de l'histoire » être pour des raisons constitutionnelles, impossible à mettre en œuvre, Édouard choisit la troisième option.

## Manœuvres juridiques
À la suite de l'audience de Simpson le 27 octobre 1936 au sujet de son divorce, son avocat, Theodore Goddard (en), s'inquiéta d'une éventuelle intervention citoyenne (un dispositif juridique visant à bloquer le divorce) « patriotique » et d'une possible réussite de cette initiative. Les tribunaux ne pouvaient accorder un divorce collaboratif (une dissolution du mariage consentie par les deux partis), et ainsi, le cas fut traité comme s'il s'agissait d'un divorce pour faute, sans défense, prononcé à l'encontre d'Ernest Aldrich Simpson, Wallis Simpson représentant la partie lésée et innocente. La procédure de divorce serait un échec si l'intervention citoyenne révélait que le procès des Simpson était un procès collusif (en), soulignant par exemple la connivence (en) ou un divorce sans égard à la faute. Le lundi 7 décembre 1936, le roi apprit que Goddard prévoyait de prendre l'avion pour le sud de la France pour voir Wallis Simpson. Le roi le convoqua et lui interdit expressément de faire le voyage, craignant que cette visite n'installât le doute dans l'esprit de Simpson. Goddard se rendit directement au 10 Downing Street pour y rencontrer Baldwin, et à la suite de cette visite, on lui fournit un avion pour l'emmener directement à Cannes.
Dès son arrivée, Goddard avertit sa cliente que l'intervention citoyenne, le cas échéant, était susceptible de réussir. Il était, selon Goddard, de son devoir de lui conseiller de retirer sa demande de divorce. Simpson refusa, mais tous deux téléphonèrent au roi pour l'informer qu'elle était prête à renoncer à lui pour lui permettre de rester roi. Il était cependant trop tard ; le roi avait déjà pris sa décision d'y aller, même s'il ne pouvait épouser Simpson. En effet, alors que l'idée d'une inévitable abdication prenait de l'ampleur, Goddard déclara que : « [sa] cliente était prête à faire n'importe quoi pour apaiser la situation, mais l'autre extrémité du guichet [Édouard VIII] était déterminée ».
Goddard avait le cœur fragile et n'avait jamais volé auparavant, il demanda donc à son médecin, William Kirkwood, de l'accompagner lors de son voyage. Comme Kirkwood résidait dans une maternité, sa présence conduisit à de fausses spéculations telles que Simpson était enceinte et même qu'elle était en train d'avorter. La presse rapporta avec enthousiasme que l'avocat s'était rendu auprès de Simpson, accompagné par un gynécologue et un anesthésiste (qui était en réalité le greffier de l'avocat).

## Abdication

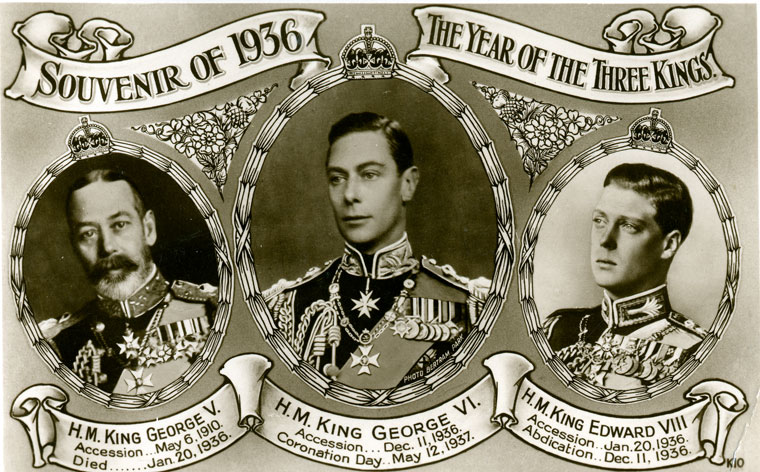
The Year of The Three Kings ("L'année des trois rois"), carte postale 1936.

À Fort Belvedere, le 10 décembre, Édouard signa son avis écrit d'abdication, avec comme témoins ses trois plus jeunes frères : le prince Albert, duc d'York (qui succéda à Édouard sous le nom de George VI) ; le prince Henry, duc de Gloucester; et le prince George, duc de Kent. Le lendemain, il reçut une forme législative grâce à une loi du Parlement spéciale : la loi sur la déclaration d'abdication de Sa Majesté de 1936. Selon les modifications introduites en 1931 par le Statut de Westminster, une seule Couronne pour l'ensemble de l'empire avait été remplacée par de multiples Couronnes, une pour chaque dominion, porté par un seul monarque dans une organisation qui s'appelait alors le Commonwealth. L'abdication d'Édouard requit le consentement de chaque état du Commonwealth, qui était dûment donné ; par le parlement de l'Australie, qui était à l'époque en session, et par les gouvernements des autres dominions, dont les parlements étaient en vacances. Cependant, le gouvernement de l'État libre d'Irlande, saisissant l'opportunité que lui offrait la crise et traversant alors une étape majeure dans son éventuelle transition vers une république, adopta un amendement à sa constitution le 11 décembre pour supprimer toute référence à la Couronne. L'abdication du roi fut reconnue un jour plus tard dans l'External Relations Act de l'État libre d'Irlande et la législation finalement adoptée en Afrique du Sud déclara que l'abdication prenait effet le 10 décembre. Comme Édouard VIII n'avait pas été couronné, la date prévue pour son couronnement devint à la place celle de son frère Albert, maintenant dénommé George VI.
Les partisans d'Édouard estimèrent qu'il avait « été chassé du trône par ce malicieux charlatan de Baldwin », mais de nombreux membres de l'establishment furent soulagés du départ d'Édouard. Le 8 décembre 1936, Mackenzie King écrivit dans son journal que le « sens du bien ou du mal d'Édouard a été largement effacé par le jazz de la vie qu'il a menée pendant des années » et, lorsqu'il reçut la nouvelle de la décision finale d'Édouard d'abdiquer, « s'il s'agit là du genre d'homme qu'il est, il est préférable qu'il ne soit pas plus longtemps sur le trône ». Le propre secrétaire-adjoint privé d'Édouard, Alan Lascelles, avait dit à Baldwin dès 1927 : « Je ne peux pas m'empêcher de penser que la meilleure chose qui pourrait lui arriver, ainsi qu'au pays, serait pour lui de se briser le cou. »
Dans la nuit du 11 décembre 1936, Édouard fit une allocution radiophonique diffusée sur la BBC, depuis le château de Windsor. N'étant plus roi, il fut présenté par Sir John Reith comme « Son Altesse royale le prince Édouard ». Le discours avait été poli par Winston Churchill et était modéré dans le ton, parlant de l'incapacité d'Édouard, qui déclara notamment : « J'ai estimé impossible de porter le lourd fardeau de responsabilités et de remplir les devoirs qui m'incombent en tant que roi sans l'aide et le secours de la femme que j'aime ». Le règne d'Édouard avait duré 326 jours, le plus court parmi tous les monarques britanniques depuis le règne contesté de Lady Jeanne Grey plus de 380 ans plus tôt. Quelques heures après cette dernière allocution, Édouard s'en alla définitivement du palais de Buckingham. Il quitta la Grande-Bretagne pour l'Autriche, avant de rejoindre Wallis en France.

## Duc et duchesse de Windsor

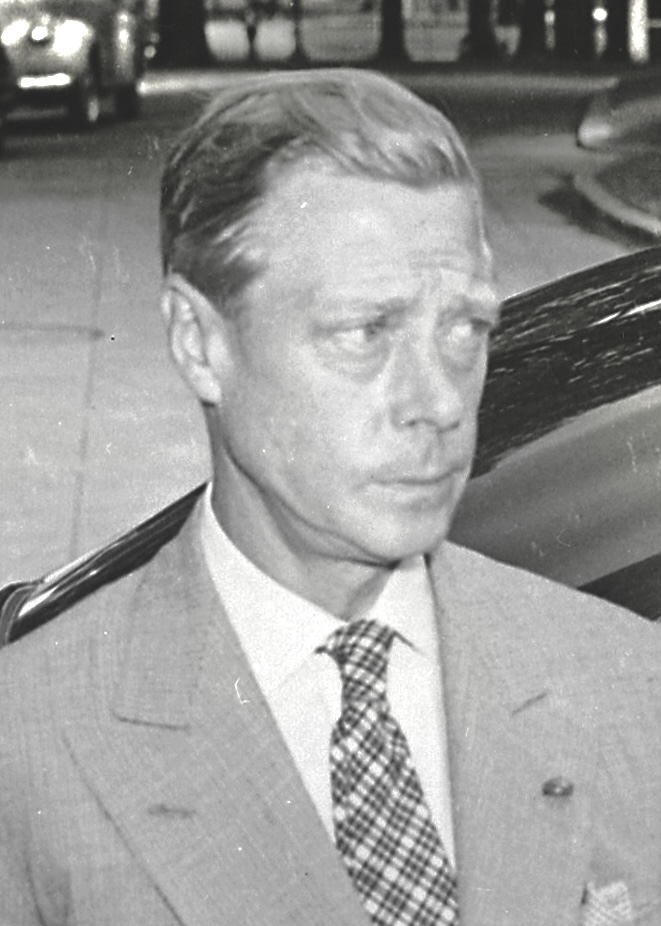
Le duc de Windsor, anciennement Édouard VIII, 1945.

George VI donna à son frère aîné le titre de duc de Windsor ainsi que celui d'Altesse royale le 12 décembre 1936. Le 3 mai de l'année suivante, le divorce des Simpson fut réglé. Le procès se passa tranquillement et fut à peine mentionné dans certains journaux. Le Times mentionna l'événement dans une simple phrase en-dessous d'un reportage sans lien apparent, qui annonçait le départ du duc pour l'Autriche.
Lorsque le duc épousa Wallis en France le 3 juin 1937, elle devint duchesse de Windsor, mais, au grand dégoût d'Édouard, son frère publia la semaine précédente des lettres patentes qui la privèrent du titre d'Altesse royale.
Le duc de Windsor vécut retiré en France la plus grande partie du reste de sa vie. Son frère lui accorda une allocation non imposable, que le duc compléta par la rédaction de ses mémoires et en pratiquant du commerce de devises illégal. Il bénéficia également des ventes du château de Balmoral et de Sandringham House à George VI. Les deux domaines sont des propriétés privées et ne font pas partie du domaine royal, par conséquent, Édouard en hérita et en devint propriétaire, indépendamment de l'abdication.
Pendant la Seconde Guerre mondiale, Édouard se réfugia d'abord au Portugal puis, après des rumeurs de projet d'enlèvement par les services secrets nazis, fut nommé gouverneur des Bahamas (en), période durant laquelle il fut en proie à des rumeurs et à des accusations l'assimilant à un pro-nazi. Il aurait dit à une connaissance : « Lorsque la guerre sera finie et qu'Hitler aura écrasé les Américains ... nous prendrons le pouvoir... Ils [le Commonwealth] ne veulent pas de moi comme roi, mais je serai bientôt de retour et serai leur leader. » Il aurait également dit à un journaliste que « ce serait une chose tragique pour le monde si Hitler était renversé ».
De tels commentaires renforcèrent la conviction que le duc et la duchesse entretenaient des liens de sympathie avec les Nazis, et la crise d'abdication de 1936 eut pour effet de forcer un homme avec des opinions politiques extrêmes à quitter le trône. Le duc expliqua son point de vue dans le New York Daily News du 13 décembre 1966 : « ... il était dans l'intérêt de la Grande-Bretagne et de l'Europe aussi, que l'Allemagne fût encouragée à frapper à l'est et à écraser le communisme pour toujours... J'ai pensé que le reste d'entre nous pouvait être indécis alors que les Nazis et les Rouges faisaient de gros efforts pour l'éliminer. » Cependant, les allégations prétendant qu'Édouard aurait été une menace ou qu'il avait été destitué à la suite d'un complot politique visant à le détrôner restèrent spéculatives, et « persistent largement parce que depuis 1936, les considérations publiques contemporaines ont perdu la plupart de leur force et semblent ainsi, à tort, fournir des explications insuffisantes au départ du roi ».

## Influence culturelle
La liaison amoureuse d'Édouard et de Wallis stimula l'imagination et l'intérêt de multiples artistes. Les représentations culturelles de l'abdication et de ses conséquences (en) (Cultural depictions of Edward VIII and Wallis Simpson) sont nombreuses et englobent divers médias.